# Морське узбережжя поблизу Егмонда-аан-Зее
«Морське узбережжя поблизу Егмонда-аан-Зее» — картина, написана олійними фарбами на дубовій дошці голландським живописцем Корнелісом Бельтом. 1943 року нацисти викрали її з Музею мистецтв імені Богдана та Варвари Ханенків і вивезли з Києва. 1978 року картину повернули.

## Опис картини

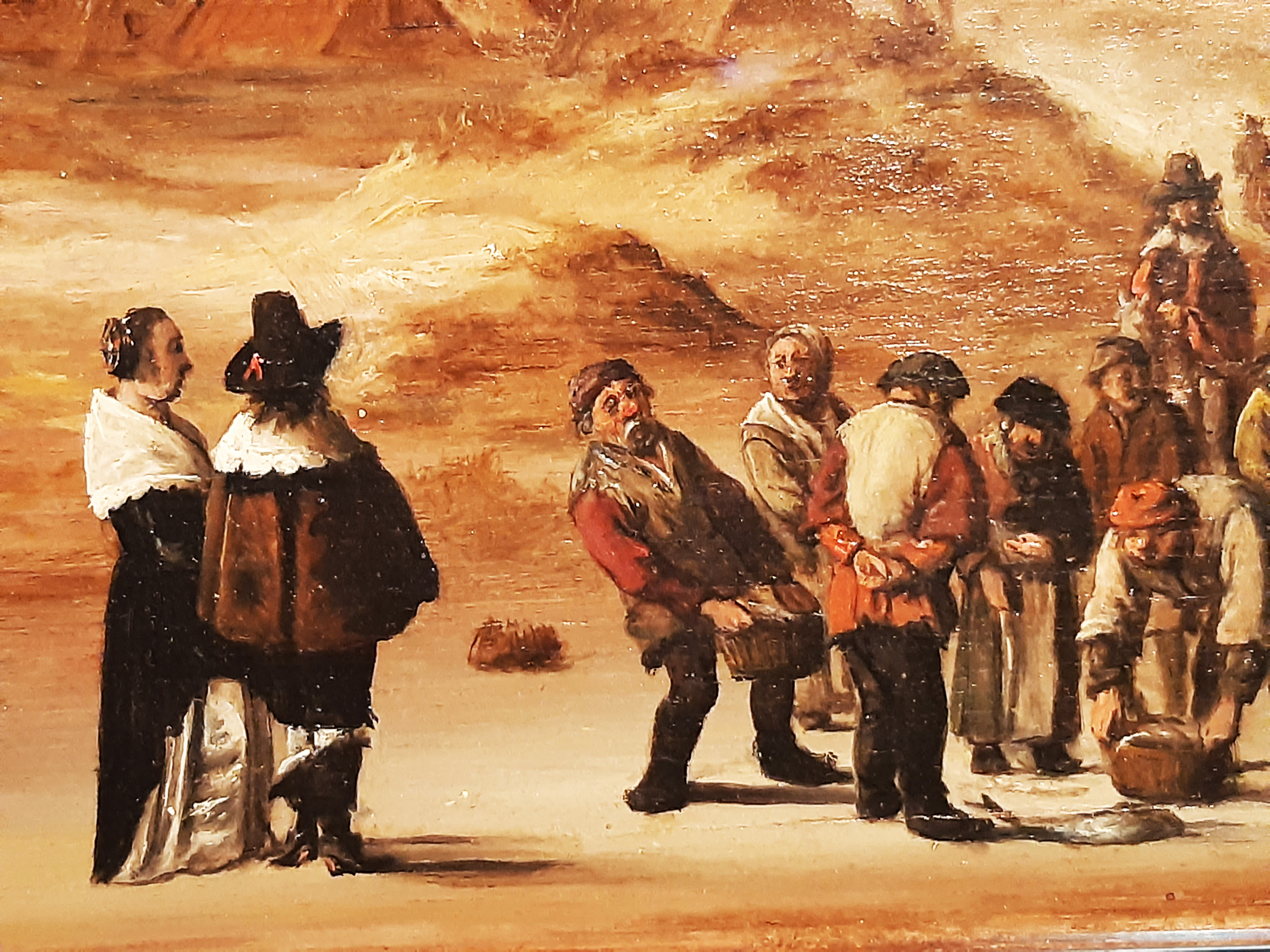
Покупці і продавці риби (фрагмент)

Корнеліс Бельт зазвичай малював надморські селища, берегові сцени й рибні базари на узбережжі Північного моря. Подібний пейзаж зображений на картині «Морське узбережжя поблизу Егмонда-аан-Зее», створеній на межі 1670-х — 1680-х років. Багаті містяни, чоловік та жінка, на передньому плані ліворуч, приїхали купити свіжу рибу в селищі Егмонд-аан-Зее. На другому плані видно причалені рибальські човни з виловом. Маляр також зобразив рибалок з товаром на піску і юрму покупців. 
Ліворуч на дюнах над череп'яними дахами височіє протестантська церква з готичною вежею. Її змило під час великої повені у листопаді 1741 року. За церквою видно руїни бенедиктинського Егмондського абатства, заснованого у Х сторіччі.
1573 року, під час Реформації, монастир спалили, а 1800 року остаточно знесли. Зруйновані монастирські мури малювали багато голландських художників, зокрема і Якоб ван Рейсдал на картині «Єврейський цвинтар» 1655 року.

## Викрадення і повернення картини

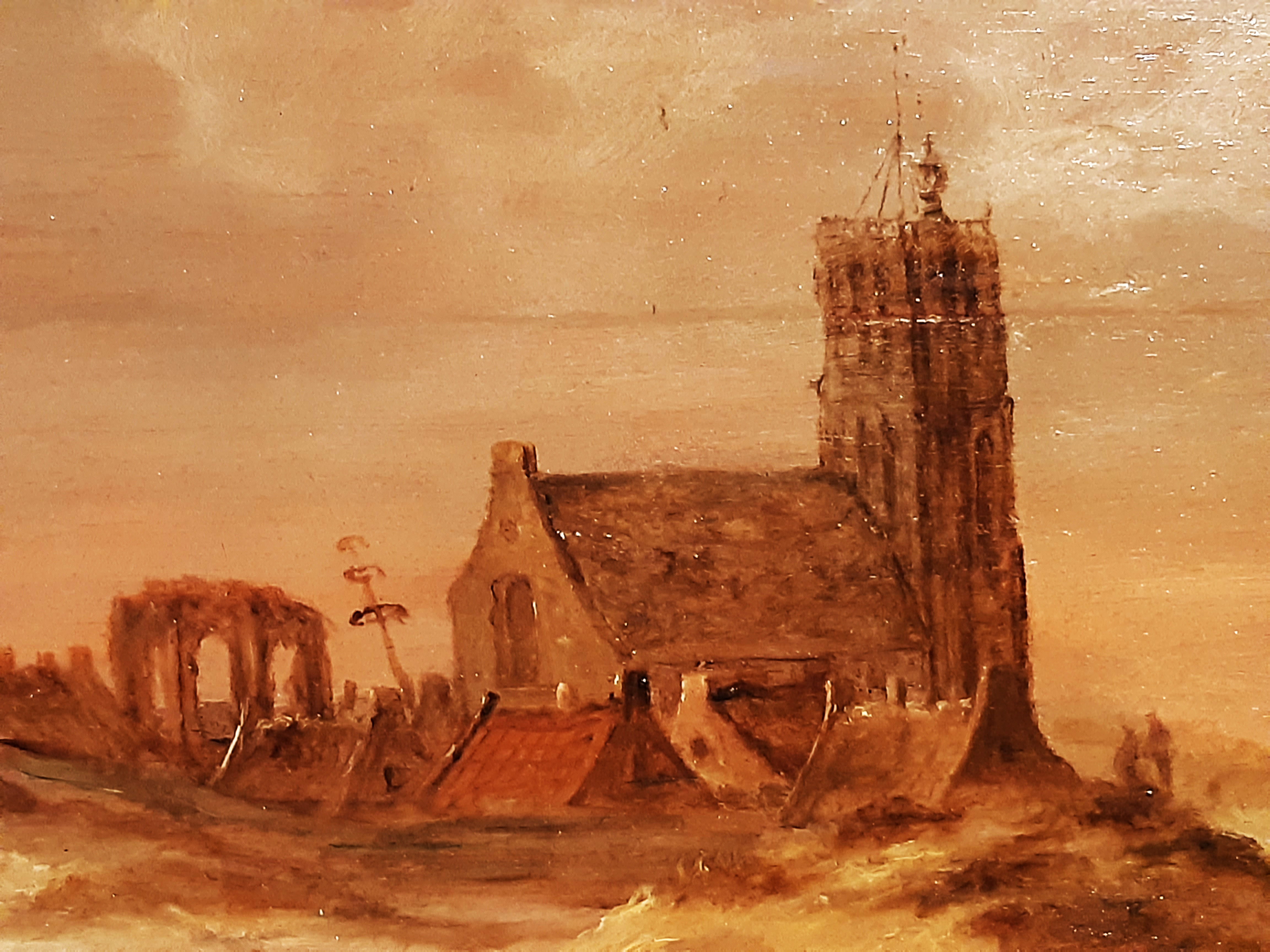
Протестантська церква і руїни Егмондського абатства Х сторіччя (зліва). Фрагмент картини

Нацистська Німеччина та її союзники на окупованій території України проводили цілеспрямовану політику організованого вивезення та знищення культурних цінностей.
Завдання з виявлення, вивчення, обліку та конфіскації предметів культури покладалось на спеціальні німецькі служби, зокрема на батальйон СС особливого призначення Міністерства закордонних справ Німеччини під командуванням майора Е. Кюнцберга, відомий як команда Кюнцберга (нім. Gruppe Kunsberg). Мародерством цінностей займались також військовослужбовці окупаційних військ та представники окупаційних адміністрацій.
За підрахунками дослідників, чиї матеріали лягли в основу проведеної взимку 2019—2020 років виставки «Спецвантаж» у Мистецькому арсеналі, під час Другої світової війни Україна втратила 97,3 млн одиниць культурних цінностей.
Згідно з «розпискою про позичання» (нім. Empfangsbescheinigung) від 23 березня 1942 року для прикрашення резиденції комісара генеральної округи Київ Вальдемара Магунія на його ж вимогу з Музею Ханенків вилучили 41 твір живопису та декоративного мистецтва, зокрема й картину Корнеліса Бельта. Після відступу окупантів більшість з них безслідно зникла.
14 грудня 1943 року професор Сергій Гіляров повідомив, що окупанти спустошили експозиційні зали і фондові приміщення Музею Ханенків. Розгромили бібліотеку, канцелярію та лабораторію. Залишилися тільки рами й поодинокі картини. У цілому було втрачено 27 714 експонатів.
Повернення культурних коштовностей у вітчизняні музеї розтяглося на роки. Цей процес продовжився і в добу незалежності, коли в Україну повернули 151,5 тисячі експонатів.
Після війни картину «Морське узбережжя поблизу Егмонда-аан-Зее» вдалось знайти у Німеччині. Однак вона опинилась у Пермській художній галереї. У 1970-х роках твір передали на реставрацію до Державної центральної художньої науково-реставраційної майстерні у Москві. Реставратори на зворотному боці картини виявили надпис німецькою мовою про те, що вона надійшла з колекції Музею Ханенків. 1978 року твір повернули до Києва.